# Mateo Coronel
Mateo Agustín Coronel (Ramallo, Provincia de Buenos Aires, Argentina; 24 de octubre de 1998) es un futbolista argentino. Juega de delantero en Atlético Tucumán de la Liga Profesional.

## Carrera
Luego de realizar las inferiores en Social Ramallo y Newell's Old Boys, en 2016 llegó a Defensores de Belgrano de Villa Ramallo. Debutó el 4 de septiembre de 2016 en el empate a 1 contra Rivadavia de Lincoln, ingresando a los 76 minutos por Diego Bielkiewicz. Ese mismo partido fue expulsado a los 92 minutos. No sería hasta el 24 de septiembre de 2017 cuando Coronel convirtió su primer gol, en la victoria por 0-2 a Unión de Sunchales.
Después de no renovar su contrato con el Granate y disputar pocos partidos, Coronel llegó libre a Argentinos Juniors en 2019.
En julio de 2022, es cedido a préstamo hasta el 31 de diciembre de 2023 a Atlético Tucumán con opción de compra.
El 23 de agosto de 2022 anotó el cuarto gol para la victoria de Atlético Tucumán 4 a 0 ante Barracas Central desde 70,2 metros de distancia, rompiendo una marca que se mantenía en el fútbol argentino desde 1940.  Fue su primer tanto en el equipo tucumano.

## Clubes
| Club                                    | País      | Año             |
| --------------------------------------- | --------- | --------------- |
| Defensores de Belgrano de Villa Ramallo | Argentina | 2016 - 2019     |
| Argentinos Juniors                      | Argentina | 2019 - 2022     |
| Atlético Tucumán                        | Argentina | 2022 - Presente |

## Estadísticas

### Clubes
Actualizado al último partido disputado el 23 de agosto de 2022.
| Defensores de Belgrano (VR) Argentina | 3.ª           | 2016-17       | 10 | 0 | 0  | 0 | 0 | 0 | 0 | 0 | 10 | 0 |
| Defensores de Belgrano (VR) Argentina | 3.ª           | 2017-18       | 21 | 3 | 3  | 0 | 0 | 0 | 0 | 0 | 24 | 3 |
| Defensores de Belgrano (VR) Argentina | 3.ª           | 2018-19       | 6  | 0 | 0  | 0 | 0 | 0 | 0 | 0 | 6  | 0 |
| Defensores de Belgrano (VR) Argentina | Total club    | Total club    | 37 | 3 | 3  | 0 | 0 | 0 | 0 | 0 | 40 | 3 |
| Argentinos Juniors Argentina | 1.ª           | 2019-20       | 0  | 0 | 12 | 1 | 0 | 0 | 0 | 0 | 12 | 1 |
| Argentinos Juniors Argentina | 1.ª           | 2021          | 18 | 4 | 6  | 1 | 3 | 0 | 0 | 0 | 27 | 4 |
| Argentinos Juniors Argentina | 1.ª           | 2022          | 4  | 0 | 10 | 0 | 0 | 0 | 0 | 0 | 14 | 0 |
| Argentinos Juniors Argentina | Total club    | Total club    | 22 | 4 | 28 | 2 | 3 | 0 | 0 | 0 | 53 | 5 |
| Atlético Tucumán Argentina | 1.ª           | 2022          | 13 | 4 | 0  | 0 | 0 | 0 | 0 | 0 | 13 | 4 |
| Atlético Tucumán Argentina | Total club    | Total club    | 13 | 4 | 0  | 0 | 0 | 0 | 0 | 0 | 5  | 1 |
| Total carrera | Total carrera | Total carrera | 64 | 8 | 31 | 2 | 3 | 0 | 0 | 0 | 98 | 9 |
| (1) La copa nacional se refiere a la Copa Argentina, Supercopa Argentina, Copa de la Superliga y Copa de la Liga Profesional. (2) La copa internacional se refiere a la Copa Sudamericana, Recopa Sudamericana, Copa Libertadores y Copa Suruga Bank. (3) Promedio de goles recibidos por partidos no incluye goles recibidos en partidos amistosos. |               |               |    |   |    |   |   |   |   |   |    |   |